# دوري الدرجة الأولى الروماني 1997–98
دوري الدرجة الأولى الروماني 1997–98 (بالرومانية: Divizia A 1997-1998)‏ هو الموسم 80 من  دوري الدرجة الأولى الروماني. أقيم خلال الفترة 2 أغسطس 1997 وحتى 2 مايو 1998، وأشرف على تنظيمه اتحاد رومانيا لكرة القدم، وكان عدد الأندية المشاركة فيه  18، وفاز فيه نادي ستيوا بوخارست بعد أن لعب 34 مباراة وفاز بـ 25 منها.

## نتائج الموسم
| المركز | فريق               | لعب | ف  | ت | خ | له | عليه | ف.أ | نقاط | ملاحظة |
| ------ | ------------------ | --- | -- | - | - | -- | ---- | --- | ---- | ------ |
| 1      | نادي ستيوا بوخارست | 34  | 25 | 5 | 4 | 83 | 36   | +47 |      |        |